# Медал „За отбраната на Сталинград“
Медалът „За отбраната на Сталинград“ е учреден с Указ на Президиума на Върховния съвет на СССР от 22 декември 1942 г. Автор на дизайна на медала е художникът Н. И. Москалев.

## История
Медалът „За отбраната на Сталинград“ е присъден на всички участници в отбраната на Сталинград – военнослужещи от Червената армия, флота и войските на НКВД, както и цивилни лица, взели пряко участие в отбраната. Периодът на защита на Сталинград се счита за 12 юли – 19 ноември 1942 г.
Медалите „За отбраната на Ленинград“, „За отбраната на Одеса“, „За отбраната на Севастопол“ и „За отбраната на Сталинград“ са първите съветски награди, създадени да се носят върху петоъгълен блок. Първоначално те трябва да се носят от дясната страна на гърдите. С Указ на Президиума на Върховния съвет на СССР „За утвърждаване на образци и описание на ленти за ордени и медали на СССР и Правила за носене на ордени, медали, ленти и отличителни знаци“ от 19 юни 1943 г. петоъгълния блок е въведен за други награди, които преди това са били носени върху блоковете на други униформи, медалите за защита на градовете са постановени да се носят от лявата страна на гърдите, заедно с други награди. Медалът „За отбраната на Сталинград“ се носи от лявата страна на гърдите и при наличието на други медали на СССР се намира след медала „За отбраната на Севастопол“.
Медалът „За отбраната на Сталинград“ с удостоверение № 00001 е връчен на командващия 64-та армия М. С. Шумилов. Сред първите наградени на 1 юни 1943 г. са партийните и съветските работници на Сталинград: № 00014 Председателят на Сталинградския градски изпълнителен комитет Д. М. Пигалев , № 00022 Председателят на Сталинградския областен изпълнителен комитет И. Ф. Зименков , № 00026 Секретар на регионалния комитет на Всесъюзната комунистическа партия на болшевиките I. I. Bondar.

## Описание на медала
Когато е създаден, медалът „За отбраната на Сталинград“ е трябвало да бъде изработен от неръждаема стомана, но вече с указ от 27 март 1943 г. материалът е променен на месинг. Медалът има формата на правилен кръг с диаметър 32 mm.
На лицевата страна на медала е група бойци с пушки в атака „на нож“. Над групата бойци, от дясната страна на медала, се вее знаме, а от лявата страна се виждат очертанията на танкове и самолети, летящи един след друг. В горната част на медала, над групата бойци, има петолъчна звезда и надпис по ръба на медала „ЗА ОТБРАНАТА НА СТАЛИНГРАД“. Предната страна на медала е оградена с изпъкнал ръб.
На обратната страна на медала има надпис „ЗА НАШАТА СЪВЕТСКА РОДИНА“. Над надписа има сърп и чук.
Всички надписи и изображения върху медала са изпъкнали.
С помощта на отвор и халка медалът е свързан с петоъгълно блокче, покрито с копринена моарирана лента с ширина 24 mm. Първоначално лентата е монтирана сива с надлъжна червена ивица в средата с ширина 8 мм. С указ от 19 юни 1943 г. е монтирана нова лента – маслинен цвят с надлъжна червена ивица в средата с ширина 2 мм.